# Nikica Jelavić
Nikica Jelavić (Čapljina (Bosnië en Herzegovina), 27 augustus 1985) is een Bosnisch-Kroatisch voetballer die bij voorkeur in de aanval speelt. Hij verruilde in februari 2016 West Ham United voor Beijing Renhe dat hem in 2017 verhuurd aan Guizhou Hengfeng Zhicheng. Jelavić was van 2009 tot en met 2014 international in het Kroatisch voetbalelftal, waarvoor hij 36 wedstrijden speelde en zes keer scoorde.

## Clubcarrière
Jelavić' eerste club was het plaatselijke GOŠK Gabela, dat in 2006/07 uitkwam in de tweede klasse van Bosnië en Herzegovina. Na een tussenstap bij het nabijgelegen NK Neretva in Metković, transfereerde hij op vijftienjarige leeftijd naar HNK Hajduk Split. Daarvoor debuteerde hij op zeventienjarige leeftijd in het eerste team in de hoogste Kroatische klasse. In zijn laatste seizoen scoorde hij vijf keer voor HNK Hajduk Split in 22 wedstrijden.
SV Zulte Waregem legde hem vervolgens vast voor de periode 2007-2010, met een optie op een extra seizoen. Het transferbedrag van € 500.000,- was het hoogste in de geschiedenis van de fusieclub. In de competitie 2007/08 scoorde hij drie keer, waarvan twee keer uit bij RSC Anderlecht. Op het einde van het seizoen 2007/08 zat hij geblesseerd langs de kant.
Na het seizoen 2007/08 leende Zulte Waregem Jelavić één seizoen uit aan Rapid Wien, dat daarbij een optie tot koop bedong. Nadat die optie werd gelicht, tekende Jelavić een tweejarig contract in Wenen. In 2010 werd hij door Rapid Wien voor £ 4.000.000 verkocht aan Glasgow Rangers waar hij een vierjarig contract tekende.

### Everton
Op 31 januari 2012 maakte Everton op haar officiële website bekend dat Jelavić een vierjarig contract heeft getekend bij The Toffees. Jelavić maakte zijn debuut voor Everton een paar dagen later, als wissel voor Denis Stracqualursi in een 1-1 gelijkspel tegen Wigan Athletic in het DW Stadium. Op 10 maart 2012, scoorde Jelavić zijn eerste en enige doelpunt van de wedstrijd tegen de club van landgenoot Luka Modrić op Goodison Park Zijn eerste FA Cup-goal was de openingsgoal in een 2-0-zege tegen Sunderland in het Stadium of Light. Jelavić scoorde voor het eerst twee doelpunten in een wedstrijd tegen Norwich City, in een 2-2-gelijkspel op Carrow Road. Hij scoorde weer twee keer in een 4-4 gelijkspel tegen Manchester United, op Old Trafford. Hiermee was hij de eerste Everton-speler die in vijf winstgevende, uitwedstrijden wist te scoren sinds Duncan McKenzie. Een wedstrijd tegen Fulham (waarin hij twee doelpunten scoorde) maakte dat hij het snelst tiendoelpunten maakte voor Everton sinds Tom Browell in 1912. Jelavić werd in april 2012 benoemd tot Premier League Speler van de Maand. Hij was de eerste Kroaat die deze titel behaalde. Jelavić scoorde zijn elfde goal voor Everton tegen Newcastle United, op de laatste dag van het seizoen. Hij eindigde het seizoen als Evertons topscoorder.
Het seizoen 2013/14 begon voor Jelavić totaal anders dan zijn eerste seizoen bij de Engelsen. Zijn eerste treffer maakte hij in zijn tiende wedstrijd van het jaar, tegen het op dat moment in de Championship spelende Queens Park Rangers. Jelavić maakte twee goals in een met 4-0 gewonnen wedstrijd van de Super Hoops in de drieënveertigste- en achtenzestigste minuut van de wedstrijd. Zes minuten later miste de Kroatische aanvaller een penalty na een overtreding van de tegenstander op teamgenoot Bryan Oviedo, tegen Queens Park Rangers FC.

### Hull City
Niet lang daarna vertrok de Jelavić naar Hull City. Hij ondertekende een contract voor 3,5 jaar bij de club. Sinds de komst van Roberto Martínez had Jelavić geen basisplaats meer had bij Everton. De Kroatische international zal 3 miljoen pond per seizoen verdienen. Jelavić was op dat moment de duurste aankoop van Hull City ooit. Hij debuteerde op 18 januari 2014 voor de club, tegen Norwich City 91-0 winst). Door middel van een kopbal maakte Jelavić op 8 februari 2014 zijn eerste goal voor Hull City, tegen Sunderland. Zijn tweede en derde doelpunt volgden tegen Cardiff City. Jelavić degradeerde in het seizoen 2014/15 met Hull naar de Championship.

### West Ham United
Jelavić begon het seizoen 2015/16 nog bij Hull, maar op 1 september 2015 haalde West Ham United hem terug naar de Premier League. Het betaalde circa €2.7000.000,- voor hem aan aan Hull, dat nog tot ongeveer €1.350.000,- extra aan eventuele bonussen in het vooruitzicht kreeg. Hij tekende een contract tot medio 2017, met een optie voor nog twee seizoenen.

### China
In februari 2016 ging hij naar Beijing Renhe. In februari 2017 werd hij verhuurd aan Guizhou Hengfeng Zhicheng.

## Interlandcarrière
Toen Jelavić voor Hajduk Split speelde werd hij enkele keren geselecteerd voor de nationale jeugdploegen en op 2 juni 2007 voor de eerste keer voor de selectie van het Kroatisch voetbalelftal. Maar pas in oktober 2009 debuteerde hij daadwerkelijk in het het veld met het Kroatisch voetbalelftal. Jelavić kon ook uitkomen voor het voetbalelftal van Bosnië en Herzegovina, vanwege zijn Bosnische wortels.
Op 29 mei 2012 maakte toenmalig bondscoach Slaven Bilić zijn definitieve en 23-koppige selectie bekend die Kroatië vertegenwoordigde op het Europees kampioenschap voetbal 2012 in Polen en Oekraïne, inclusief Jelavić die rugnummer 9 kreeg toebedeeld. In het eerste groepsduel tegen Ierland tekende Jelavić vlak voor rust de 2-1 aan, nadat Mario Mandžukić al na drie minuten de score had geopend namens de Kroaten met een rake kopbal.
Jelavić werd in mei 2014 door bondscoach Niko Kovač opgenomen in de Kroatische selectie voor het wereldkampioenschap voetbal in Brazilië. Als spits speelde hij in de openingswedstrijd van het toernooi tegen Brazilië (3–1 verlies). Daarnaast speelde Jelavić in de wedstrijd tegen Mexico.
Jelavić werd door Kovač opgeroepen voor de vriendschappelijk wedstrijd tegen Cyprus en de eerste EK-kwalificatie tegen Malta op respectievelijk 4 september 2014 en 9 september 2014. Tegen Malta speelde Jelavić in de tweede helft. Voor de EK-kwalificatie wedstrijden in oktober 2014 kreeg Jelavić nogmaals een oproep. In Sofia begon Jelavić enkele minuten na de start tegen Bulgarije met de warming-up. Uiteindelijk bracht de bondscoach Jelavić niet in het spel.
Na zes goals in zesendertig wedstrijden te hebben gescoord voor de Vatreni, besloot Jelavić (onverwachts) om zijn interlandcarrière af te sluiten na de kwalificatiewedstrijd tegen de Bulgaren.

## Statistieken
| Seizoen | Club               | Land                | Competitie              | Competitie | Competitie | Beker | Beker | Internationaal | Internationaal | Totaal | Totaal |
| Seizoen | Club               | Land                | Competitie              | Wed.       | Dlp.       | Wed.  | Dlp.  | Wed.           | Dlp.           | Wed.   | Dlp.   |
| ------- | ------------------ | ------------------- | ----------------------- | ---------- | ---------- | ----- | ----- | -------------- | -------------- | ------ | ------ |
| 2002/03 | Hajduk Split       | Vlag van Kroatië    | 1. HNL                  | 1          | 0          | 1     | 0     | —              | —              | 2      | 0      |
| 2003/04 | Hajduk Split       | Vlag van Kroatië    | 1. HNL                  | 2          | 0          | 0     | 0     | —              | —              | 2      | 0      |
| 2004/05 | Hajduk Split       | Vlag van Kroatië    | 1. HNL                  | 0          | 0          | 0     | 0     | —              | —              | 0      | 0      |
| 2005/06 | Hajduk Split       | Vlag van Kroatië    | 1. HNL                  | 9          | 3          | 2     | 0     | —              | —              | 11     | 3      |
| 2006/07 | Hajduk Split       | Vlag van Kroatië    | 1. HNL                  | 22         | 5          | 4     | 2     | —              | —              | 26     | 7      |
| 2007/08 | Zulte Waregem      | Vlag van België     | Jupiler League          | 23         | 3          | 2     | 1     | —              | —              | 25     | 4      |
| 2008/09 | Rapid Wien         | Vlag van Oostenrijk | Bundesliga              | 34         | 7          | 3     | 1     | 2              | 0              | 39     | 8      |
| 2009/10 | Rapid Wien         | Vlag van Oostenrijk | Bundesliga              | 33         | 18         | 3     | 2     | 12             | 11             | 48     | 31     |
| 2010/11 | Rapid Wien         | Vlag van Oostenrijk | Bundesliga              | 4          | 2          | 0     | 0     | 4              | 4              | 8      | 6      |
| 2010/11 | Rangers            | Vlag van Schotland  | Scottish Premier League | 23         | 16         | 4     | 3     | 1              | 0              | 28     | 19     |
| 2011/12 | Rangers            | Vlag van Schotland  | Scottish Premier League | 22         | 14         | 2     | 2     | 4              | 1              | 28     | 17     |
| 2011/12 | Everton            | Vlag van Engeland   | Premier League          | 13         | 9          | 3     | 2     | —              | —              | 16     | 11     |
| 2012/13 | Everton            | Vlag van Engeland   | Premier League          | 37         | 7          | 6     | 1     | —              | —              | 43     | 8      |
| 2013/14 | Everton            | Vlag van Engeland   | Premier League          | 25         | 5          | 1     | 2     | —              | —              | 26     | 7      |
| 2014/15 | Hull City          | Vlag van Engeland   | Premier League          | 26         | 8          | 0     | 0     | 3              | 0              | 29     | 8      |
| 2015/16 | Hull City          | Vlag van Engeland   | Championship            | 4          | 1          | 1     | 0     | —              | —              | 5      | 1      |
| 2015/16 | West Ham United    | Vlag van Engeland   | Premier League          | 13         | 1          | 2     | 1     | —              | —              | 15     | 2      |
| 2016    | Beijing Renhe      | Vlag van China      | China League One        | 29         | 15         | 0     | 0     | —              | —              | 29     | 15     |
| 2017    | → Guizhou Zhicheng | Vlag van China      | Super League            | 6          | 5          | 0     | 0     | —              | —              | 6      | 5      |
| Totaal  | Totaal             | Totaal              | Totaal                  | 326        | 116        | 34    | 17    | 26             | 16             | 386    | 149    |

### Internationale wedstrijden
| Interlands van Nikica Jelavić voor Kroatië | Interlands van Nikica Jelavić voor Kroatië | Interlands van Nikica Jelavić voor Kroatië | Interlands van Nikica Jelavić voor Kroatië | Interlands van Nikica Jelavić voor Kroatië | Interlands van Nikica Jelavić voor Kroatië |
| №                                          | Datum                                      | Wedstrijd                                  | Uitslag                                    | Competitie                                 | Goals                                      |
| Als speler van Rapid Wien                  | Als speler van Rapid Wien                  | Als speler van Rapid Wien                  | Als speler van Rapid Wien                  | Als speler van Rapid Wien                  | Als speler van Rapid Wien                  |
| ------------------------------------------ | ------------------------------------------ | ------------------------------------------ | ------------------------------------------ | ------------------------------------------ | ------------------------------------------ |
| 1                                          | 08-10-2009                                 | Kroatië – Qatar                            | 3 – 2                                      | Vriendschappelijk                          | 1                                          |
| 2                                          | 14-10-2009                                 | Kazachstan – Kroatië                       | 1 – 2                                      | WK-kwalificatie 2010                       | 0                                          |
| 3                                          | 14-11-2009                                 | Kroatië – Liechtenstein                    | 5 – 0                                      | Vriendschappelijk                          | 0                                          |
| 4                                          | 19-05-2010                                 | Oostenrijk – Kroatië                       | 0 – 1                                      | Vriendschappelijk                          | 0                                          |
| 5                                          | 23-05-2010                                 | Kroatië – Wales                            | 2 – 0                                      | Vriendschappelijk                          | 0                                          |
| 6                                          | 11-08-2010                                 | Slowakije – Kroatië                        | 1 – 1                                      | Vriendschappelijk                          | 1                                          |
| Als speler van Glasgow Rangers             |                                            |                                            |                                            |                                            |                                            |
| 7                                          | 03-09-2010                                 | Letland – Kroatië                          | 0 – 3                                      | EK-kwalificatie 2012                       | 0                                          |
| 8                                          | 07-09-2010                                 | Kroatië – Griekenland                      | 0 – 0                                      | EK-kwalificatie 2012                       | 0                                          |
| 9                                          | 09-02-2011                                 | Kroatië – Tsjechië                         | 4 – 2                                      | Vriendschappelijk                          | 0                                          |
| 10                                         | 26-03-2011                                 | Georgië – Kroatië                          | 1 – 0                                      | EK-kwalificatie 2012                       | 0                                          |
| 11                                         | 29-03-2011                                 | Frankrijk – Kroatië                        | 0 – 0                                      | Vriendschappelijk                          | 0                                          |
| 12                                         | 03-06-2011                                 | Kroatië – Georgië                          | 2 – 1                                      | EK-kwalificatie 2012                       | 0                                          |
| 13                                         | 06-09-2011                                 | Kroatië – Israël                           | 3 – 1                                      | EK-kwalificatie 2012                       | 0                                          |
| 14                                         | 07-10-2011                                 | Griekenland – Kroatië                      | 2 – 0                                      | EK-kwalificatie 2012                       | 0                                          |
| 15                                         | 11-10-2011                                 | Kroatië – Letland                          | 2 – 0                                      | EK-kwalificatie 2012                       | 0                                          |
| 16                                         | 11-11-2011                                 | Turkije – Kroatië                          | 0 – 3                                      | EK-kwalificatie 2012                       | 0                                          |
| 17                                         | 15-11-2011                                 | Kroatië – Turkije                          | 0 – 0                                      | EK-kwalificatie 2012                       | 0                                          |
| Als speler van Everton                     |                                            |                                            |                                            |                                            |                                            |
| 18                                         | 29-02-2012                                 | Kroatië – Zweden                           | 1 – 3                                      | Vriendschappelijk                          | 0                                          |
| 19                                         | 02-06-2012                                 | Noorwegen – Kroatië                        | 1 – 1                                      | Vriendschappelijk                          | 0                                          |
| 20                                         | 10-06-2012                                 | Ierland – Kroatië                          | 1 – 3                                      | EK-eindronde                               | 1                                          |
| 21                                         | 14-06-2012                                 | Italië – Kroatië                           | 1 – 1                                      | EK-eindronde                               | 0                                          |
| 22                                         | 18-06-2012                                 | Spanje – Kroatië                           | 1 – 0                                      | EK-eindronde                               | 0                                          |
| 23                                         | 07-09-2012                                 | Kroatië – Macedonië                        | 1 – 0                                      | WK-kwalificatie 2014                       | 1                                          |
| 24                                         | 11-09-2012                                 | België – Kroatië                           | 1 – 1                                      | WK-kwalificatie 2014                       | 0                                          |
| 25                                         | 12-10-2012                                 | Macedonië – Kroatië                        | 1 – 2                                      | WK-kwalificatie 2014                       | 0                                          |
| 26                                         | 06-02-2013                                 | Kroatië – Zuid-Korea                       | 4 – 0                                      | Vriendschappelijk                          | 1                                          |
| 27                                         | 14-08-2013                                 | Liechtenstein – Kroatië                    | 2 – 3                                      | Vriendschappelijk                          | 0                                          |
| 28                                         | 06-09-2013                                 | Servië – Kroatië                           | 1 – 1                                      | WK-kwalificatie 2014                       | 0                                          |
| 29                                         | 15-10-2013                                 | Schotland – Kroatië                        | 2 – 0                                      | WK-kwalificatie 2014                       | 0                                          |
| 30                                         | 19-11-2013                                 | Kroatië – IJsland                          | 2 – 0                                      | WK-kwalificatie 2014                       | 0                                          |
| Als speler van Hull City AFC               |                                            |                                            |                                            |                                            |                                            |
| 31                                         | 05-03-2014                                 | Zwitserland – Kroatië                      | 2 – 2                                      | Vriendschappelijk                          | 0                                          |
| 32                                         | 31-05-2014                                 | Kroatië – Mali                             | 2 – 1                                      | Vriendschappelijk                          | 0                                          |
| 33                                         | 06-06-2014                                 | Kroatië – Australië                        | 1 – 0                                      | Vriendschappelijk                          | 1                                          |
| 34                                         | 12-06-2014                                 | Brazilië – Kroatië                         | 3 – 1                                      | WK 2014                                    | 0                                          |
| 35                                         | 18-06-2014                                 | Kroatië – Mexico                           | 1 – 3                                      | WK 2014                                    | 0                                          |
| 36                                         | 09-09-2014                                 | Kroatië – Malta                            | 2 – 0                                      | EK-kwalificatie 2016                       | 0                                          |
| Totaal                                     | Totaal                                     | Totaal                                     | Totaal                                     | Totaal                                     | 6                                          |
| Laatst bijgewerkt op 21 oktober 2014.      |                                            |                                            |                                            |                                            |                                            |

## Erelijst
| Competitie                       |              |              |              |              |
| Competitie                       | Aantal       | Jaren        |              |              |
| Hajduk Split                     | Hajduk Split | Hajduk Split | Hajduk Split | Hajduk Split |
| -------------------------------- | ------------ | ------------ | ------------ | ------------ |
| Kampioen 1. HNL                  | 1x           | 2003/04      |              |              |
| Beker van Kroatië                | 1x           | 2003         |              |              |
| Kroatische Supercup              | 2x           | 2004, 2005   |              |              |
| Rangers FC                       |              |              |              |              |
| Kampioen Scottish Premier League | 1x           | 2010/11      |              |              |
| Scottish League Cup              | 1x           | 2010/11      |              |              |